# Дан сећања на жртве катињског масакра
Дан сећања на жртве катињског масакра (пољ. Dzień Pamięci Ofiar Zbrodni Katyńskiej) је пољски државни празник који се празнује 13. априла. Овај празник је пољски Сејм установио 14. новембра 2007. године у циљу одавања почасти жртвама катињског масакра. Сејм је навео: 
У част жртвама катињског масакра, и за одавање поште свим убијеним од стране НКВД-а на основу одлуке власти Совјетског Савеза од 5. марта 1940. године, Сејм проглашава 13. април Даном сећања на жртве катињског масакра“

(„W hołdzie Ofiarom Zbrodni Katyńskiej oraz dla uczczenia pamięci wszystkich wymordowanych przez NKWD na mocy decyzji naczelnych władz Związku Sowieckiego z 5 marca 1940 roku, Sejm ustanawia 13 kwietnia Dniem Pamięci Ofiar Zbrodni Katyńskiej).
Приликом пута на обележавање 70. година од масакра у априлу 2010, дошло је до авионске несреће код Смоленска у Русији. Погинула је бројна елита Пољске, укључујући и председника Леха Качињског са супругом као и бројни званичници, ветерани, посланици и сенатори, представници цркве, војске укључујући гувернера Народне банке, председника Олимпијског комитета као и цело војно-безбедносно руководство - начелник Генералштаба и команданати копнених снага, морнарице, ваздухопловства, специјалних снага и Варшавског гарнизона а такође и начелник канцеларије за националну безбедност.